# Montegiorgio
Montegiorgio (im lokalen Dialekt Muntijorgiu oder Muntijorgio) ist eine italienische Gemeinde (comune) mit 6281 Einwohnern (Stand 31. Dezember 2023) in der Provinz Fermo in den Marken. Die Gemeinde liegt etwa 15 Kilometer westsüdwestlich von Fermo und etwa 19 Kilometer südsüdöstlich von Macerata. Südwestlich wird Montegiorgio durch den Tenna begrenzt.

## Geschichte
Um das Jahr 1000 wird der Ort als Mons Sanctae Marie in Georgio erwähnt.

## Verkehr
Mit der Schließung der Schmalspurbahn (950 mm) von Porto San Giorgio nach Amandola 1958 wurde auch der Bahnhof von Montegiorgio geschlossen.
Bei Montegiorgio gibt es einen kleinen Flugplatz (Aviosuperficie Guido Paci) für die Allgemeine Luftfahrt.

## Persönlichkeiten
- Francesco Saverio Passari (1744–1808), römisch-katholischer Titularbischof von Larissa
- Domenico Alaleona (1881–1928), Komponist und Musikwissenschaftler
- Carlotta Maggiorana (* 1992), Schauspielerin